# Оттон VI (маркграф Бранденбурга)
Оттон VI Короткий (нем. Otto VI. der Kleine, ок.1255 — 1303) — маркграф Бранденбург-Зальцведельский.
Оттон VI был сыном маркграфа Бранденбурга Оттона III и Беатрисы (Божены) Богемской. После смерти отца в 1267 году Иоганн стал править своей половиной Бранденбурга (отец в 1266 году разделил маркграфство с братом Иоганном I) вместе с братьями Иоганном III (который в следующем году погиб во время турнира), Альбрехтом III и Оттоном V. В 1279 году по условиям договора, заключённого его старшим братом Оттоном V с немецким королём Рудольфом I, женился на его дочери Хедвиге Габсбург.
В 1286 году Оттон отказался от семьи и наследства, и ушёл в рыцари-тамплиеры, позднее стал монахом-цистерцианцем.